# Göta Lejon (apotek)

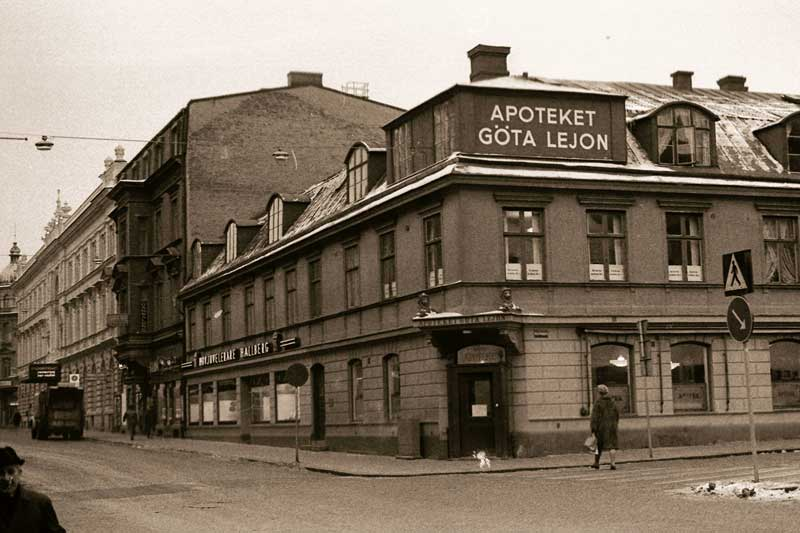
Apotek Göta Lejon på Ronnebygatan, foto från 1971 eller tidigare

Amiralitetsapoteket Göta Lejon i Karlskrona anlades officiellt år 1700 av Johan Ferber. Apoteket hade en föregångare i ett amiralitetsapotek anlagt 1684 av apotekaren Martin Werner. Amiralitetsapotekaren Ferber, som efterträdde den 1700 avlidne Gustaf Treutiger, fick i uppgift att skapa ett särskilt stadsapotek år 1700, och blev då även stadsapotekare. De två apoteken slogs ihop till ett, Amiralitetsapoteket Götan Lejon.
Apoteket fortsatte sin existens under namnet Göta Lejon ända till systemet med apoteksprivilegium avskaffades 1971, och gick därefter upp i Apoteket AB. I början av 1970-talet slogs tre apotek ihop till ett storapotek under namnet Göta Lejon.

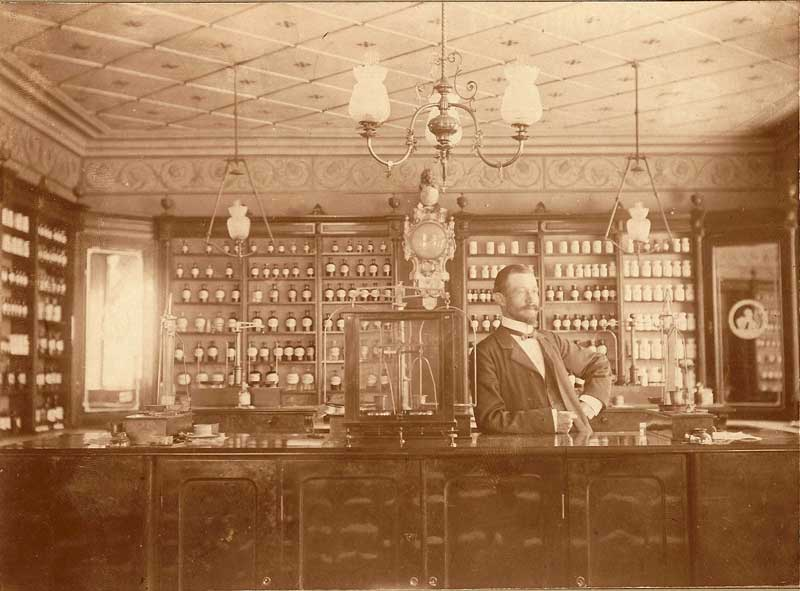
Apotekets interiör år 1902
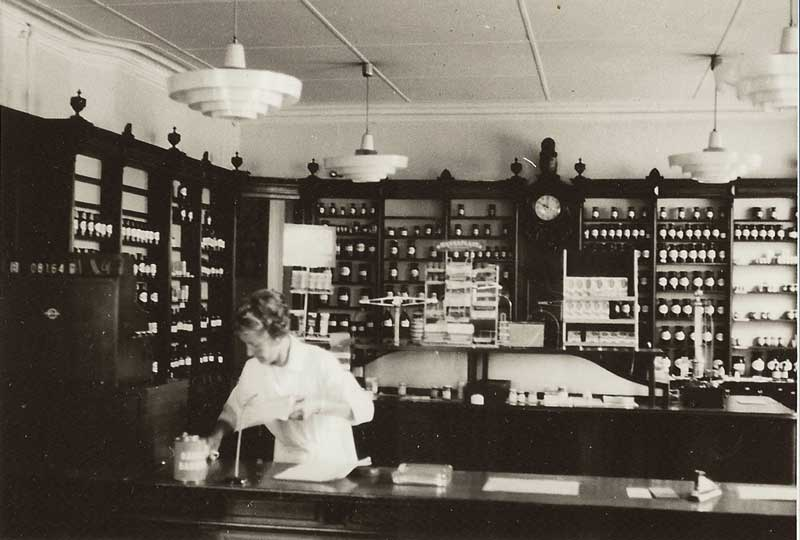
Apotekets interiör någon gång under 1960-talet